# グレン・キャンベル
グレン・キャンベル（Glen Campbell、1936年4月22日 - 2017年8月8日）は、アメリカ合衆国のカントリー・ミュージック歌手、ギター奏者、テレビ司会者、俳優。1960年代および1970年代に多くのヒット曲を生み出し、CBSのバラエティ番組『The Glen Campbell Goodtime Hour』の司会で知られる。

## 概要
ショー・ビジネスにおける約50年間で、キャンベルは70枚以上のアルバムを発表した。レコード4,500万枚を売り上げ、12枚のゴールド・アルバム、4枚のプラチナ・アルバム、1枚のダブル・プラチナ・アルバムが認定された。『ビルボード』誌のカントリー・チャート、ホット100、アダルト・コンテンポラリー・チャートに80曲がランクインし、うち29曲がトップ10に入り、うち9曲が第1位になった。
ヒット曲にはジョン・ハートフォードの「ジェントル・オン・マイ・マインド」、ジミー・ウェッブの「恋はフェニックス」、「ウィチタ・ラインマン」、「ガルベストン」、「思わせぶり」、ラリー・ワイスの「ラインストーン・カウボーイ（Rhinestone Cowboy）」、アラン・トゥーサンの「サザン・ナイツ」などがある。
1967年、「ジェントル・オン・マイ・マインド」がカントリー・アンド・ウエスタンで、「恋はフェニックス」がポップで、カントリーとポップの双方でグラミー賞を獲得した。初期のヒット曲3曲が2000年、2004年、2008年にグラミーの殿堂入りを果たし、2012年、自身がグラミー生涯功労賞を受賞した。CMAアワードおよびACMアワード双方で男性ヴォーカリスト賞を受賞したことがあり、1968年にはCMAの最高賞エンターテイナー・オブ・ザ・イヤーを受賞した。1969年、俳優ジョン・ウェインが映画『勇気ある追跡』にキャンベルを出演させ、キャンベルはゴールデングローブ賞新人賞にノミネートされた。キャンベルが歌ったこのタイトル曲はアカデミー賞にノミネートされた。
2011年、アルツハイマー病の診断を受けたと発表。
2017年8月8日午前10時頃、アメリカ・ナッシュビルの施設で死去。81歳。

## 経歴

### 生い立ち
アーカンソー州パイク郡ディライト近くの小さな町ビルズタウンにて、ジョン・ウエズリー・キャンベルとキャリー・デル(旧姓ストーン)のもとに12人きょうだいの7番目として生まれた。彼の父親はスコットランド系の小作人であった。幼い頃に譜読みを学ばずに叔父からギターの弾き方を習った。
1954年、キャンベルはアルバカーキに転居し、叔父のバンドであるディック・ビルズ&サンディア・マウンテン・ボーイズに参加し、叔父のラジオ番組にも出演し、さらにKOBの子供ローカル番組『K Circle B Time 』にも出演した。1958年、キャンベルは自身のバンドであるウエスタン・ラングラーズを結成した。

### 1960年 - 1966年: 初期の経歴
1960年、キャンベルはスタジオ・ミュージシャンになるべくロサンゼルスに転居した。この頃、チャンプスにも参加した。すぐにキャンベルはスタジオ・ミュージシャンとして高い評価を受け、のちのレッキング・クルーとなるスタジオ・ミュージシャン・グループに参加した。この時期にボビー・ダーリン、リッキー・ネルソン、ディーン・マーティン、ナット・キング・コール、モンキーズ、ナンシー・シナトラ、マール・ハガード、ジャン&ディーン、エルヴィス・プレスリー、フランク・シナトラ、フィル・スペクターらとレコーディングを行なった。1964年12月から1965年3月上旬、キャンベルはブライアン・ウィルソンの代役としてザ・ビーチ・ボーイズのツアー公演に参加した。また彼らのアルバム『ペット・サウンズ』などのレコーディングにギター奏者として参加した。ツアー公演ではベース・ギターおよびファルセットのハーモニーを演奏した。1966年4月、リック・ネルソンの極東ツアーにベース奏者として参加した。1967年、キャンベルはスタジオ・グループであるサジタリウスの『My World Fell Down』にクレジット無しのリード・ヴォーカルとして歌った。この曲は『ビルボード』誌ホット100の第70位になった。

### 1961年 - 1966年: ソロ活動初期
1961年1月までに、キャンベルは出版社アメリカン・ミュージックで昼間の職を見つけ、作曲やデモ演奏を行なった。1961年5月、チャンプスを脱退し、アメリカン・ミュージックの子会社クレスト・レコードと契約した。1枚目のレコード『Turn Around Look At Me』は『ビルボード』誌ホット100で第61位となった。チャンプスの元メンバーとギー・シーズを結成し、ロサンゼルス郊外ヴァン・ナイズにあるクロスボー・インにて演奏するようになった。ギー・シーズとしてもクレストからA面『Buzz Saw』、B面『Annie Had A Party』のインストゥルメンタルのシングルを発表したがチャート入りしなかった。
1962年、キャピトル・レコードと契約した。キャピトルからの1枚目『Too Late to Worry, Too Blue to Cry』はややヒットしたが、グリーン・リバー・ボーイズft.グレン・キャンベルとしての『Kentucky Means Paradise』以降シングルもアルバムを成功には至らなかった。
1964年から、ロッド・キャメロンが司会のシンジケートのテレビ番組『Star Route』、ABCの『Shindig!』、『Hollywood Jamboree』にレギュラー出演するようになった。1965年、バフィー・セントメリーの「Universal Soldier」のカヴァーがホット100で第45位になった程度で、まだ大ヒットには至らなかった。ただし、歌詞に込められた平和へのメッセージについて聞かれた彼は「戦争反対を主張する人々は、首を吊るべきだ」と応じた。

### 1967年 - 1972年:Burning BridgesおよびGoodtime Hour
その後のシングルも成功せず、1966年、キャピトルはキャンベルの契約終了を検討し、キャンベルはプロデューサーのアル・ド・ロリーとチームを組んだ。1967年初頭、最初のコラボレート作品『Burning Bridges 』および同名アルバムがカントリー・チャートで第20位に入った。
1967年、キャンベルとド・ロリーはジョン・ハートフォード作曲の「ジェントル・オン・マイ・マインド」で再びコラボレートした。
「ジェントル・オン・マイ・マインド」はすぐにヒットし、1967年後期の「恋はフェニックス（By the Time I Get to Phoenix）」、1968年の「I Wanna Live」、「ウィチタ・ラインマン（Wichita Lineman）」が大ヒットした。1969年、キャンベルが出演した映画『勇気ある追跡』において、作曲家エルマー・バーンスタイン、作詞家ドン・ブラックによるテーマ曲「True Grit」を歌い、アカデミー賞楽曲賞およびゴールデングローブ賞にノミネートされた。「ジェントル・オン・マイ・マインド」と「恋はフェニックス」でグラミー賞を受賞した。
1960年代後期の最大のヒットはジミー・ウェッブ作曲の「恋はフェニックス」、「ウィチタ・ラインマン」、「ガルベストン」、「Where's the Playground Susie」であった。「トライ・ア・リトル・カインドネス（Try a Little Kindness）」はビルボードチャートで1970年2月に12位を記録した。1974年のアルバム『Reunion: The Songs of Jimmy Webb』でもウェッブが主に作曲を行なったが、シングルのヒットにはならなかった。
1997年の『モジョ』誌、2001年の『ブレンダー』誌が選ぶ20世紀の代表曲に、「ウィチタ・ラインマン」が選ばれた。
1968年夏、テレビのバラエティ番組『The Smothers Brothers Comedy Hour』の司会を務めた後、1969年1月から1972年6月、CBSのバラエティ番組『The Glen Campbell Goodtime Hour』の司会を務めた。彼の人気が上昇し、1970年、フレダ・クレイマーによる伝記『The Glen Campbell Story』が出版された。

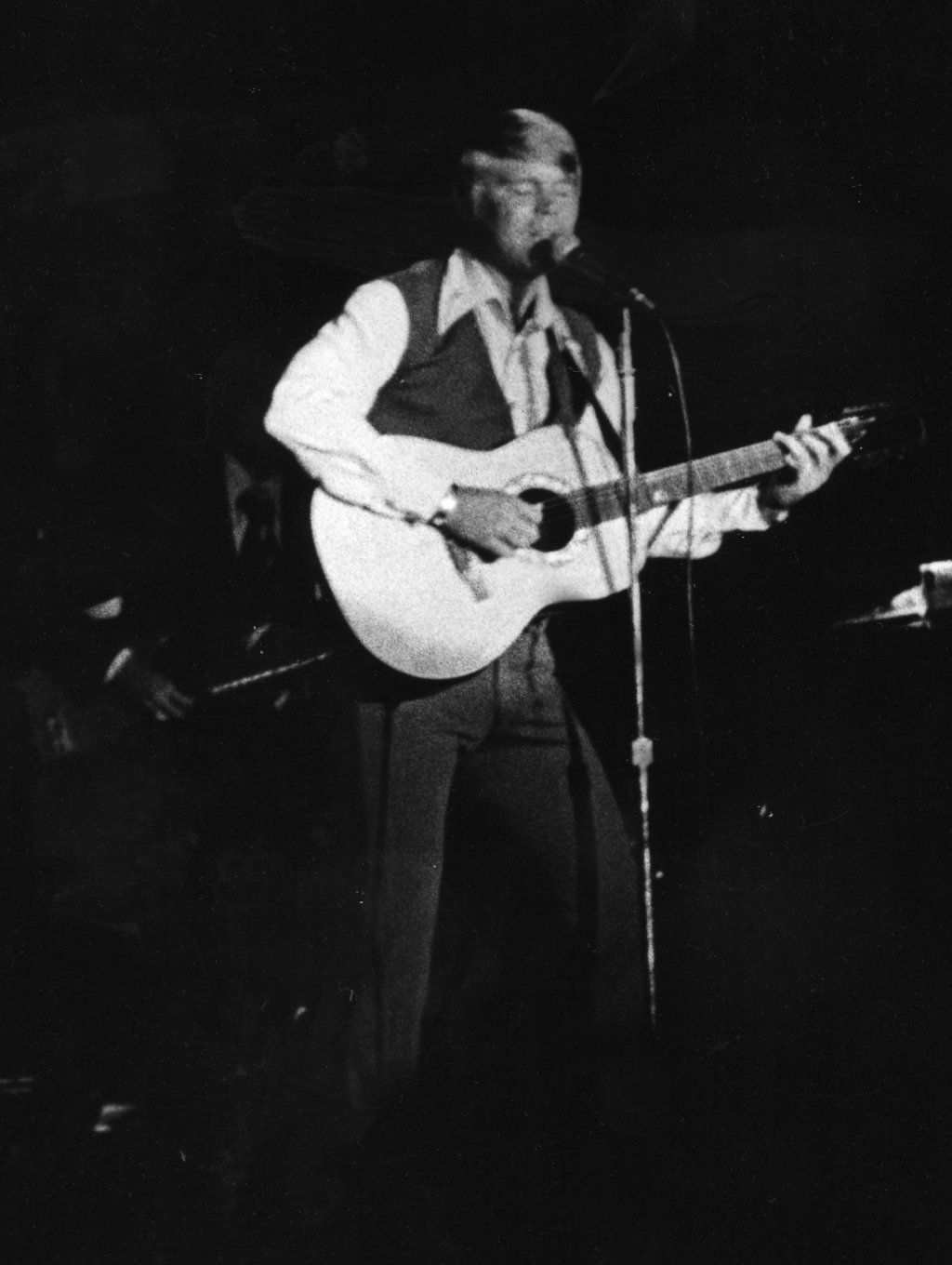
1970年頃、ミシガン・ステート・フェア

番組内でキャンベルはビートルズ（映像）、デヴィッド・ゲイツ、ブレッド、モンキーズ、ニール・ダイアモンド、リンダ・ロンシュタット、ジョニー・キャッシュ、マール・ハガード、ウィリー・ネルソン、ウェイロン・ジェニングス、ロジャー・ミラーなどの著名なアーティストとセッションを行ない、またアン・マレーのキャリアアップに繋がった。なおこの番組にはメル・ティリスとジェリー・リードがレギュラー出演していた。
1960年代後期から1970年代初頭、キャンベルはシングルを出し続け、また1969年、ジョン・ウェインやキム・ダービーと共に映画『勇気ある追跡』に、1970年、キム・ダービーやジョー・ネイマスと共に映画『Norwood』に出演した。

### 1973年 - 1979年:Rhinestone CowboyおよびSouthern Nights
1972年、『Goodtime Hour』が終了した後も、キャンベルは全国ネットに出演し続けた。ロバート・カルプやティーン・アイドルのレイフ・ギャレットと共にテレビ映画『Strange Homecoming』に出演した。1976年にオリビア・ニュートン＝ジョンと共に司会を務めた『Down Home, Down Under』などを含め、多くのテレビ番組の司会を務めた。1976年から1978年、アメリカン・ミュージック・アワードの共同司会を務め、1976年のNBCのスペシャル番組『Glen Campbell: Back To Basics』にゲストのシールズ&クロフツやブレンダ・リーと共に出演した。また『Donny & Marie』、『ザ・トゥナイト・ショー・スターリング・ジョニー・カーソン』、『シェール』、『Redd Foxx Comedy Hour』、『マーヴ・グリフィン』『The Midnight Special with ウルフマン・ジャック』、『DINAH!』『Evening at Pops with アーサー・フィードラー』、『The Mike Douglas Show』など全国放送の多くのトーク番組やバラエティ番組にゲスト出演した。1982年から1983年、NBCの30分間のシンジケートの音楽番組『The Glen Campbell Music Show』の司会を務めた。
1970年代中期、「Rhinestone Cowboy」、「サザン・ナイツ」（共にUS第1位）、ニール・ダイアモンド作曲「Sunflower」（US第39位）、「Country Boy (You Got Your Feet in L.A.)」（US第11位）などのヒット曲を生み出した。
『Rhinestone Cowboy』は当初200万枚以上を売り上げ、キャンベルにとって最大のヒットとなった。1974年、オーストラリアのツアーでラリー・ウエイスがこれをカヴァーした。この曲はディッキー・グッドマンによる映画『ジョーズ』のパロディ曲『ミスター・ジョーズ』に組み込まれ、1975年10月4日の『ビルボード』ホット100のトップ10にどちらの曲もランクインした。『Rhinestone Cowboy』はその後も『デスパレートな妻たち』、『チャーリーと14人のキッズ』、『High School High』など映画やテレビ番組で使用されている。1984年のドリー・パートンやシルヴェスター・スタローンの映画『クラブ・ラインストーン/今夜は最高!』はこの曲から着想を得られた。
2002年、イギリスのリッキー&ダズと共にこの曲のテクノ・ポップ版を製作し、ダンス版やミュージック・ビデオと共にイギリスのチャートのトップ10にランクインした。
1975年には日本側からの企画で日本コカ・コーラのCMソング「カミング・ホーム」を歌い、これが呼び水となり来日公演につながる。この曲はアルバム『Rhinestone Cowboy』のボーナス・トラックとしてCD化されている。
アラン・トゥーサン作曲の「サザン・ナイツ」はポップ、ロック、カントリーのチャートで第1位を獲得し、クロスオーヴァー・ヒット、および1977年にジュークボックスで最も流された曲となり、この曲のイントロ部分のギター演奏はジミー・ウエブやジェリー・リードに影響を与えた（編曲はチャーリー・カレロ）。
1971年から1983年、PGAツアーのプロゴルフ・トーナメントにおいて、ロサンゼルス・オープンの司会を務めた。

### 1980年代 - 2000年代: キャリア後期およびカントリー・ミュージックの殿堂入り
1980年、クリント・イーストウッド主演の映画『ダーティファイター燃えよ鉄拳』でタイトル曲を歌い、カメオ出演した。
1991年、ドン・ブルース監督の映画『Rock-A-Doodle』でエルヴィス・プレスリーに声が似た主役の雄鶏シャンティクリア役の声を担当した。
1999年、VH1の『Behind the Music』、2001年にA&E Networkの『Biography』、そしてカントリー・ミュージック・テレビジョン（CMT）の多くの番組で特集された。2003年、『CMT's 40 Greatest Men of Country Music』で第29位となった。

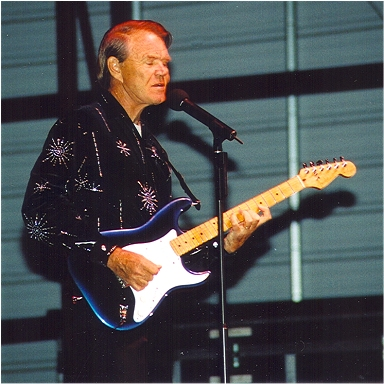
2004年

また彼はアラン・ジャクソンのブレイクの一躍を担った。キャンベルはピードモント航空のフライト・アテンダントであったジャクソンの妻とアトランタ空港で出会い、彼女に出版マネージャーの名刺を渡した。1990年代初頭、キャンベルの音楽出版ビジネスにジャクソンが関わることになり、のちにキャンベルの会社であるセヴンス・サン・ミュージックから多くのヒット曲を生み出すこととなった。またキース・アーバンはキャンベルから多大な影響を受けたと語った。
2005年、カントリー・ミュージック殿堂に殿堂入りした。
2008年4月、新たなアルバム『Meet Glen Campbell』の出版のために15年ぶりにキャピトル・レコードに戻ることを発表し、8月19日にこのアルバムを出版した。このアルバムでトラヴィス、U2、トム・ペティ&ザ・ハートブレイカーズ 、ジャクソン・ブラウン、フー・ファイターズなどの曲をカヴァーし、様々な音楽の方向性を示した。チープ・トリックやジェリーフィッシュのミュージシャンもこのアルバムに参加した。このアルバムからの1枚目のシングルカットはグリーン・デイの『Good Riddance (Time of Your Life)』のカヴァーであり、2008年7月にラジオで最初に流された。2010年3月、『Meet Glen Campbell』の続編となる『Ghost on the Canvas』の出版を発表し、ポール・ウエスタバーグがタイトル曲を作曲し、ウォールフラワーズのジェイコブ・ディラン、クリス・アイザック、リック・ネルソン、スマッシング・パンプキンズのビリー・コーガンなどとコラボレートし、2011年8月30日に出版した。
2013年1月、ロサンゼルスで「I'm Not Gonna Miss You」をレコーディングした。この曲は2014年9月30日公開のドキュメンタリー映画『Glen Campbell: I'll Be Me』で使用された。2015年1月15日、キャンベルおよびジュリアン・レイモンドがこの曲で第87回アカデミー賞においてアカデミー歌曲賞にノミネートされた。2月22日、ドルビー・シアターで行われた授賞式において、病床で参加できないキャンベルの代わりにティム・マグロウが歌った。
2017年6月23日、自身の終活として2012年から13年にかけてレコーディングしていた12曲を最後のアルバム「Adiós」として発売。それからわずか1ヶ月半後の8月8日、このアルバムを遺言とするかのように、ナッシュビルの療養施設でこの世に別れを告げた。

## プライベート

### 家族
キャンベルはこれまで4回結婚し、1956年から1986年に生まれた5名の息子と3名の娘の父親である。第一子長女デビーはダイアン・カーク(婚姻期間1955年-1959年)との間に生まれた。カークとの離婚後、ニューメキシコ州カールズバッド出身の美容師ビリー・ジーン・ナンリーと再婚し、ケリー、トラヴィス、ケインをもうけ、1975年に離婚した。その直後に不倫の末、1976年にマック・デイヴィスの2番目の妻サラ・バーグと再々婚した。ディロンをもうけたが、生後3週間の1980年に離婚した。
1980年から1981年、キャンベルは21歳のカントリー歌手タニヤ・タッカーと親しく交際し、数か月間タブロイド紙の恰好のネタになっていた。1982年、キンバリー・ウーレン(愛称キム)と再々々婚した。1982年にブラインドデートした時、ウーレンはラジオシティ・ミュージックホールのロケッツの一員であった。カール、シャノン、アシュリーをもうけ、子供たちは2010年からキャンベルのツアー・バンドに参加している。Church of Christ を信仰してきたがウーレンと共にアリゾナ州フェニックスのバプティスト教会に参加した。2008年のインタビューで、約20年メシアニック・ジュダイズムを信仰していると語った。

### ゴルフ
前述の通り、70年代から80年代にかけてPGAツアーのロサンゼルス・オープン（現在のジェネシス・インビテーショナル）のホストを務めるなど、大のゴルフ好きとしても知られていた。日本でも『11PM』の招きにより来日し、大橋巨泉と2度、マッチプレーを戦っている。対戦成績は1勝1敗。

### 政治
ツアー『The Glen Campbell Goodtime Hour 』において、キャンベルは政治的話題を避けた。この時期のインタビューにおいて、「民主党支持者であるが、何度か共和党に投票したことがある」と語り、共和党、民主党双方の政治家のために演奏したこともある。1980年、共和党全国大会で国歌を演奏し、1980年代から1990年代、共和党候補者の多くのキャンペーンで演奏を続けた。

### アルツハイマー
2011年6月、半年前にアルツハイマーと診断されたことを発表した。
最後のツアーとして『Goodbye Tour』を行ない、自身の子供3名がバック・バンドに参加し、2012年11月30日、カリフォルニア州ナパで幕を閉じた。2012年2月12日、グラミー賞授賞式において、さよならとして『Rhinestone Cowboy 』歌った。
2014年4月、78歳で長期間のアルツハイマー治療施設に入所したことが報じられた。

## フィルモグラフィ
| 年             | 題                                                       | 役                                       | 特記事項                    |
| -------------- | -------------------------------------------------------- | ---------------------------------------- | --------------------------- |
| 1965           | ハイウェイ Baby the Rain Must Fall                       | バンド・メンバー（クレジット無し）       |                             |
| 1967           | FBIアメリカ連邦警察 The F.B.I.                           | Larry Dana                               | エピソード: Force of Nature |
| 1967           | The Cool Ones                                            | Patrick                                  |                             |
| 1969           | 勇気ある追跡 True Grit                                   | La Boeuf                                 |                             |
| 1969年 - 1972  | The Glen Campbell Goodtime Hour                          | 司会                                     |                             |
| 1970           | Norwood                                                  | Norwood Pratt                            |                             |
| 1976/1977/1978 | アメリカン・ミュージック・アワード American Music Awards | 司会                                     |                             |
| 1980           | Solid Gold                                               | 共同司会                                 | 2エピソード                 |
| 1980           | ダーティファイター 燃えよ鉄拳 Any Which Way You Can      | ライオン・ダラー・カウボーイ・バーの歌手 |                             |
| 1982           | The Glen Campbell Music Show                             | 司会                                     | 24エピソード                |
| 1986           | 元気の出るウエスタン/荒野は最高! Uphill All the Way      | Capt. Hazeltine                          |                             |
| 1991           | 子猫になった少年 Rock-A-Doodle                           | シャンテクレア（声）                     |                             |
| 1997           | Players                                                  | Jesse Dalton                             | エピソード: In Concert      |
| 2014           | I'll Be Me                                               | ドキュメンタリー                         |                             |

## 受賞歴
グラミー賞
| 受賞年 | 部門                                             | 作品                                                                       | 結果       |
| ------ | ------------------------------------------------ | -------------------------------------------------------------------------- | ---------- |
| 1967   | 男性カントリー・ヴォーカル賞                     | 「ジェントル・オン・マイ・マインド」 - "Gentle on My Mind"                 | 受賞       |
| 1967   | カントリー・アンド・ウェスタン・レコーディング賞 | 「ジェントル・オン・マイ・マインド」 - "Gentle on My Mind"                 | 受賞       |
| 1967   | 男性ヴォーカル賞                                 | 「恋はフェニックス」 - "By the Time I Get to Phoenix"                      | 受賞       |
| 1967   | コンテンポラリー・グループ賞                     | 「恋はフェニックス」 - "By the Time I Get to Phoenix"                      | 受賞       |
| 1968   | アルバム・オブ・ジ・イヤー                       | 『恋はフェニックス』 - By the Time I Get to Phoenix                        | 受賞       |
| 1968   | 男性カントリー・ヴォーカル賞                     | "I Wanna Live"                                                             | ノミネート |
| 1968   | 男性ポップ・ヴォーカル賞                         | 「ウィチタ・ラインマン」 - "Wichita Lineman"                               | ノミネート |
| 1968   | レコード・オブ・ジ・イヤー                       | 「ウィチタ・ラインマン」 - "Wichita Lineman"                               | ノミネート |
| 1976   | 男性カントリー・ヴォーカル賞                     | "Country Boy (You Got Your Feet in L.A.)"                                  | ノミネート |
| 1976   | 男性ポップ・ヴォーカル賞                         | "Rhinestone Cowboy"                                                        | ノミネート |
| 1976   | レコード・オブ・ジ・イヤー                       | "Rhinestone Cowboy"                                                        | ノミネート |
| 1981   | カントリー・デュオ/グループ・パフォーマンス賞    | "Dream Lover"（タニヤ・タッカーとのデュエット）                            | ノミネート |
| 1982   | 子供向けアルバム賞                               | Sesame Country（複数のアーティスト。『セサミストリート』サウンドトラック） | 受賞       |
| 1986   | インスピレーショナル・パフォーマンス賞           | No More Night                                                              | ノミネート |
| 1988   | カントリー・アンド・ウエスタン・ヴォーカル賞     | "The Hand That Rocks the Cradle"（スティーヴ・ウォリナーとのデュエット）   | ノミネート |
| 1988   | カントリー・アンド・ウエスタン・ヴォーカル賞     | "'You Are"（エミルー・ハリスとのデュエット）                               | ノミネート |
| 2000   | グラミーの殿堂                                   | 「ウィチタ・ラインマン」 - "Wichita Lineman" (1968年)                      | 受賞       |
| 2004   | グラミーの殿堂                                   | 「恋はフェニックス」 - "By the Time I Get to Phoenix" (1967年)             | 受賞       |
| 2008   | グラミーの殿堂                                   | 「ジェントル・オン・マイ・マインド」 - "Gentle on My Mind" (1967年)        | 受賞       |
| 2012   | グラミー生涯功労賞                               |                                                                            | 受賞       |
| 2015   | カントリー楽曲賞                                 | "I'm Not Gonna Miss You"（共作者ジュリアン・レイモンドと）                 | 受賞       |
| 2015   | 最優秀楽曲賞映画、テレビ、その他映像部門         | "I'm Not Gonna Miss You"                                                   | ノミネート |

ACM賞
| 受賞年 | 部門                 | 作品                             | 結果   |
| ------ | -------------------- | -------------------------------- | ------ |
| 1967   | シングル賞           | ジェントル・オン・マイ・マインド | 受賞   |
| 1967   | アルバム賞           | Gentle on My Mind                | 受賞   |
| 1967   | 男性ヴォーカリスト賞 | Gentle on My Mind                | 受賞   |
| 1968   | アルバム賞           | Bobbie Gentry & Glen Campbell    | 受賞   |
| 1968   | 男性ヴォーカリスト賞 |                                  | 受賞   |
| 1968   | TV司会者賞           |                                  | 受賞   |
| 1971   | TV司会者賞           |                                  | 受賞   |
| 1975   | シングル賞           | Rhinestone Cowboy                | 受賞   |
| 1998   | パイオニア賞         |                                  | 受賞   |
| 2015   | ビデオ賞             | I'm Not Gonna Miss You           | 未決定 |

- アメリカン・ミュージック・アワード
  - 1976年: ポップ/ロック・シングル賞 – Rhinestone Cowboy"
  - 1976年: カントリー・シングル賞 – Rhinestone Cowboy
  - 1977年: カントリー・アルバム賞 – Rhinestone Cowboy

- CMAアワード
  - 1968年: エンターテイナー・オブ・ザ・イヤー（最高賞）
  - 1968年: 男性ヴォーカリスト賞

- GMA Dove Awards[71]（ゴスペル・ミュージック・アソシエーションによる）
  - 1986年: 非宗教的アーティストによるアルバム賞 – No More Night
  - 1992年: 南部ゴスペル楽曲賞 – Where Shadows Never Fall
  - 2000年: カントリー・アルバム賞 – A Glen Campbell Christmas

- その他
  - 1974年: 英国CMAエンターテイナー・オブ・ザ・イヤー[72]
  - 2005年: カントリー・ミュージック殿堂入り[73]
  - 2007年: ミュージシャン殿堂入り（レッキング・クルーのメンバーとして）[74]
  - 2008年: Q Legend Award[75]
  - 2012年: Country Radio Broadcasters, Inc. 特別功労賞[76]
  - 2014年: HMMA Lifetime Achievement Award[77]
  - 2015年: アカデミー賞 I'm Not Gonna Miss You 共著者としてノミネート。授賞式ではティム・マグロウが歌唱

## 日本公演
- 1975年

5月16日 中野サンプラザ、19日,20日 大阪厚生年金会館、24日 名古屋市公会堂、25日 中野サンプラザ、28日,29日 東京厚生年金会館